# Fußball-Ozeanienmeisterschaft 2016
Die Fußball-Ozeanienmeisterschaft 2016 (engl.: OFC Nations Cup) war die zehnte Ausspielung der ozeanischen Kontinentalmeisterschaft im Fußball und fand vom 28. Mai bis zum 12. Juni 2016 in Papua-Neuguinea statt. Für das Turnier waren wie gehabt mit Fidschi, Neuseeland, Neukaledonien, Papua-Neuguinea, Salomonen, Tahiti und Vanuatu sieben Teams gesetzt. Der achte Startplatz ging an den Sieger einer Qualifikationsrunde, an der die vier leistungsschwächeren Teams Ozeaniens Amerik. Samoa, Cookinseln, Samoa und Tonga teilnahmen. Gespielt wurde in zwei Gruppen à vier Teams. Die jeweiligen Gruppenersten und -zweiten erreichten das Halbfinale. Das Turnier diente gleichzeitig der Qualifikation der Ozeanien-Zone für die Fußball-Weltmeisterschaft 2018 in Russland. Der Vertreter Ozeaniens bei der WM wurde jedoch unabhängig von den Ergebnissen der Finalrunde bestimmt. Hierzu spielten die drei bestplatzierten Mannschaften jeder Gruppe 2017 noch einmal in zwei Dreier-Gruppen den ozeanischen Teilnehmer an den interkontinentalen Play-offs gegen den Fünftplatzierten der Südamerika-Qualifikation aus.
Der Sieger war für den FIFA-Konföderationen-Pokal 2017 in Russland qualifiziert.

## Qualifikation
Die Qualifikation für die Ozeanienmeisterschaft fand vom 31. August bis 4. September 2015 im Loto-Tonga Soka Centre in Nukuʻalofa auf Tonga statt. An dieser nahmen die vier leistungsschwächeren Mitglieder der OFC Amerikanisch-Samoa, die Cook-Inseln, Samoa und Tonga teil. Sie spielten im Ligasystem den achten Teilnehmer des Hauptturnieres aus. Diese Qualifikation galt gleichzeitig als 1. Runde der Ozeanien-Qualifikation für die Fußball-Weltmeisterschaft 2018.
| Pl. | Land          | Sp. | S | U | N | Tore    | Diff. | Punkte |
| --- | ------------- | --- | - | - | - | ------- | ----- | ------ |
| 1.  | Samoa         | 3   | 2 | 0 | 1 | 006:300 | +3    | 06     |
| 2.  | Amerik.-Samoa | 3   | 2 | 0 | 1 | 006:400 | +2    | 06     |
| 3.  | Cookinseln    | 3   | 2 | 0 | 1 | 004:200 | +2    | 06     |
| 4.  | Tonga         | 3   | 0 | 0 | 3 | 001:800 | −7    | 0      |

|                    |   |                    |     |
| 31. August         |   |                    |     |
| Cookinseln         | – | Tonga              | 3:0 |
| Samoa              | – | Amerikanisch-Samoa | 3:2 |
| 2. September       |   |                    |     |
| Cookinseln         | – | Samoa              | 1:0 |
| Amerikanisch-Samoa | – | Tonga              | 2:1 |
| 4. September       |   |                    |     |
| Tonga              | – | Samoa              | 0:3 |
| Amerikanisch-Samoa | – | Cookinseln         | 2:0 |

## Austragungsorte
Alle Spiele wurden im Sir John Guise Stadium in Port Moresby ausgetragen.

## Vorrunde
Die Gruppenspiele des OFC-Nationen-Pokals galten gleichzeitig als 2. Runde der Ozeanien-Qualifikation für die Fußball-Weltmeisterschaft 2018. Die vier Halbfinalisten ermittelten im K.-o.-System den Ozeanienmeister. Die ersten Drei jeder Gruppe wiederum ermittelten in der 3. Runde der Ozeanien-Qualifikation in zwei Dreier-Gruppen in einer weiteren Runde mit Hin- und Rückspielen den ozeanischen Vertreter für die interkontinentalen Play-offs gegen die fünftplatzierte Mannschaft der Südamerika-Qualifikation.

### Gruppe A
| Pl. | Mannschaft      | Sp. | S | U | N | Tore    | Diff. | Punkte |
| --- | --------------- | --- | - | - | - | ------- | ----- | ------ |
| 1.  | Papua-Neuguinea | 3   | 1 | 2 | 0 | 011:300 | +8    | 05     |
| 2.  | Neukaledonien   | 3   | 1 | 2 | 0 | 009:200 | +7    | 05     |
| 3.  | Tahiti          | 3   | 1 | 2 | 0 | 007:300 | +4    | 05     |
| 4.  | Samoa           | 3   | 0 | 0 | 3 | 000:190 | −19   | 0      |

|                         |   |                 |           |
| 29. Mai in Port Moresby |   |                 |           |
| Papua-Neuguinea         | – | Neukaledonien   | 1:1 (1:0) |
| Tahiti                  | – | Samoa           | 4:0 (4:0) |
| 1. Juni in Port Moresby |   |                 |           |
| Papua-Neuguinea         | – | Tahiti          | 2:2 (1:0) |
| Neukaledonien           | – | Samoa           | 7:0 (4:0) |
| 5. Juni in Port Moresby |   |                 |           |
| Samoa                   | – | Papua-Neuguinea | 0:8 (0:2) |
| Tahiti                  | – | Neukaledonien   | 1:1 (0:0) |

### Gruppe B
| Pl. | Mannschaft | Sp. | S | U | N | Tore    | Diff. | Punkte |
| --- | ---------- | --- | - | - | - | ------- | ----- | ------ |
| 1.  | Neuseeland | 3   | 3 | 0 | 0 | 009:100 | +8    | 09     |
| 2.  | Salomonen  | 3   | 1 | 0 | 2 | 001:200 | −1    | 03     |
| 3.  | Fidschi    | 3   | 1 | 0 | 2 | 004:600 | −2    | 03     |
| 4.  | Vanuatu    | 3   | 1 | 0 | 2 | 003:800 | −5    | 03     |

|                         |   |            |           |
| 28. Mai in Port Moresby |   |            |           |
| Neuseeland              | – | Fidschi    | 3:1 (2:1) |
| Vanuatu                 | – | Salomonen  | 0:1 (0:1) |
| 31. Mai in Port Moresby |   |            |           |
| Vanuatu                 | – | Neuseeland | 0:5 (0:5) |
| Salomonen               | – | Fidschi    | 0:1 (0:0) |
| 4. Juni in Port Moresby |   |            |           |
| Neuseeland              | – | Salomonen  | 1:0 (0:0) |
| Fidschi                 | – | Vanuatu    | 2:3 (0:2) |

## Finalrunde

### Halbfinale
|                              |   |               |           |
| 8. Juni 2016 in Port Moresby |   |               |           |
| Neuseeland                   | – | Neukaledonien | 1:0 (0:0) |
| Papua-Neuguinea              | – | Salomonen     | 2:1 (1:1) |

### Finale
| Papua-Neuguinea                                                        | Papua-Neuguinea | Neuseeland | Neuseeland |
| ---------------------------------------------------------------------- | --- | --- | ---------- |
| Papua-Neuguinea                                                        | \| 11. Juni 2016 um 16 Uhr (PGT) in Port Moresby (Sir John Guise Stadium) \| \| Ergebnis: 0:0 n. V., 2:4 i. E. \| \| Schiedsrichter: Norbert Hauata ( Tahiti) \|                                                                         | \| 11. Juni 2016 um 16 Uhr (PGT) in Port Moresby (Sir John Guise Stadium) \| \| Ergebnis: 0:0 n. V., 2:4 i. E. \| \| Schiedsrichter: Norbert Hauata ( Tahiti) \| | Neuseeland |
| Papua-Neuguinea                                                        | Ronald Warisan – Koriak Upaiga, Daniel Joe, Felix Komolong – David Muta , Emmanuel Simon (115. Jacob Sabua), Michael Foster, Alwin Komolong – Nigel Dabinyaba, Raymond Gunemba, Tommy Semmy Cheftrainer: Flemming Serritslev ( Dänemark) | Stefan Marinovic – Michael Boxall, Luke Adams, Kip Colvey – Bill Tuiloma (71. Moses Dyer), Louis Fenton, Sam Brotherton, Michael McGlinchey – Rory Fallon, Kosta Barbarouses (55. Jeremy Brockie), Monty Patterson (53. Marco Rojas) Cheftrainer: Anthony Hudson ( England) | Neuseeland |
| Papua-Neuguinea                                                        | Elfmeterschießen | | Neuseeland |
| Papua-Neuguinea                                                        | Koriak Upaiga 1:2 Tommy Semmy 2:3 Michael Foster Raymond Gunemba | 0:1 Rory Fallon 0:2 Michael McGlinchey 1:3 Moses Dyer Jeremy Brockie 2:4 Marco Rojas | Neuseeland |
| Papua-Neuguinea                                                        | Tommy Semmy (20.), Michael Foster (36.), Raymond Gunemba (117.) | Louis Fenton (27.), Michael Boxall (49.), Kip Colvey (61.), Michael McGlinchey (90.+2') | Neuseeland |
| 11. Juni 2016 um 16 Uhr (PGT) in Port Moresby (Sir John Guise Stadium) | | |            |
| Ergebnis: 0:0 n. V., 2:4 i. E.                                         | | |            |
| Schiedsrichter: Norbert Hauata ( Tahiti)                               | | |            |

## Schiedsrichter
Hauptschiedsrichter
- Ravitesh Behari
- Médéric Lacour
- Matthew Conger
- Nick Waldron
- Amos Anio
- George Time
- Norbert Hauata
- Abdelkader Zitouni
- Robinson Banga
- Joel Hopken

Schiedsrichterassistenten
- John Pareanga
- Ravinesh Kumar
- Avinesh Narayan
- Bertrand Brial
- Mark Rule
- Norman Bafinu Sali
- Noah Kusunan
- Johnny Erick Niabo
- Philippe Revel
- Folio Moeaki
- Tevita Makasini
- Hilmon Sese

## Beste Torschützen
| Rang | Spieler          | Tore |
| ---- | ---------------- | ---- |
| 1    | Raymond Gunemba  | 5    |
| 2    | Chris Wood       | 4    |
|      | Teaonui Tehau    | 4    |
| 4    | Roy Krishna      | 3    |
|      | Nigel Dabingyaba | 3    |
|      | Michael Foster   | 3    |

Weitere 3 Spieler mit je zwei und 20 Spieler mit je einem Tor.